# فيلي فولبيك
فيلي فولبيك (بالألمانية: Willi Wülbeck)‏ (و. 1954  م) هو منافس ألعاب قوى، وعداء مسافات متوسطة ألماني، ولد في أوبرهاوزن، شارك في الألعاب الأولمبية الصيفية 1976.

## روابط خارجية
- فيلي فولبيك على موقع الاتحاد الدولي لألعاب القوى (الإنجليزية)
- فيلي فولبيك على موقع اللجنة الأولمبية الدولية (الإنجليزية)
- فيلي فولبيك على موقع أوليمبيديا (الإنجليزية)